# Bob Dylan UK Tour 1965
Bob Dylan UK Tour 1965 var en mycket känd turné som Bob Dylan genomförde på brittiska öarna under april och maj 1965. Han anlände 26 april och gav de närmaste dagarna en rad udda presskonferenser innan han 30 april gav sin första konsert, i Sheffield. Spelschemat var sedan som följde:
- 30 april: Sheffield
- 1 maj: Liverpool
- 2 maj: Leicester
- 5 maj: Birmingham
- 6 maj: Newcastle
- 7 maj: Manchester
- 9 maj: London, Royal Albert Hall
- 10 maj: London, Royal Albert Hall

Turnén blev väl dokumenterad av filmaren Donn Alan Pennebaker, vilken spelade in den dokumentär som senare blev benämnd "Dont Look Back". Förutom konsertklipp kan man där se Dylan på presskonferenser, ute i offentliga miljöer eller i avslappnade jamsessions och samtal med vänner och medlemmar av sitt "hov". Joan Baez följde med på turnén men fick aldrig uppträda med Dylan. De hade gjort sin sista turné tillsammans på 10 år ett par månader tidigare. Inte förrän 1975 skulle Baez uppträda med Dylan igen. När Dylan avslutade turnén i London skedde det under stort bifall från publik och medier.